# Okny
Okni (en ucraniano: Окни, romanizado: Okny) es un asentamiento urbano ucraniano perteneciente al óblast de Odesa. Situado en el suroeste del país, es parte del raión de Podilsk y del municipio (hromada) homónimo.

## Toponimia
El nombre del asentamiento en ruso también es Okni (en ruso: Окны) y en rumano: Ocna. En rumano el nombre Okni que significa "arroyos".

## Geografía
Okni se encuentra a orillas del río Yajorlik, un afluente izquierdo del Dniéster, 150 km al noroeste de Odesa.

## Historia
Okni fue fundada a finales del siglo XVIII por colonos moldavos. El área fue colonizada después de 1792, cuando las tierras entre el río Bug Occidental y el Dniéster fueron transferidas al Imperio ruso de acuerdo con la Paz de Iasi. El área se incluyó en el uyezd de Tiráspol, que perteneció al virreinato de Yekaterinoslav hasta 1795, al virreinato de Voznesensk hasta 1796, a la gobernación de Nueva Rusia hasta 1803 y a la gobernación de Jersón hasta 1920. En 1834, el área se transfirió al recién establecido uyezd de Anániv. En el siglo XIX, el pueblo formaba parte del dominio de los príncipes Gagarin, la rama del príncipe Evgueni Gagarin, diplomático y terrateniente.
En 1919, durante la guerra civil rusa, los destacamentos del Ejército Blanco de Denikin fueron derrotados por los comunistas cerca del pueblo, después de lo cual se estableció el gobierno soviético en el pueblo. En 1919, Okni pasó a llamarse Krasni Okni (en ucraniano: Красні Окни; en ruso: Красные Окны; en rumano: Ocna Roșie).
El 16 de abril de 1920, la gobernación de Odesa se separó y el uyezd de Anániv se trasladó a la gobernación de Odesa, donde fue abolido en 1921. En 1923, se abolieron los uyezd en la República Socialista Soviética de Ucrania y las gobernaciones se dividieron en okrujas. Krasni Okni se incluyó en el okruja de Balta. El 3 de julio de 1923 se estableció el raión de Alexivka con el centro administrativo en Krasni Okni. El 26 de noviembre de 1924, se abolió el okruja de Balta y el área se transfirió a la recién establecida República Autónoma Socialista Soviética de Moldavia como uno de sus 14 raiones. Más tarde, el raión pasó a llamarse raión de Krasni Okni. En 1940, el raión de Krasni Okni fue transferido al óblast de Odesa.
Durante la Segunda Guerra Mundial (1941-1945), el pueblo sufrió la ocupación alemana y rumana, formando parte de la gobernación de Transnistria.
Okni es un asentamiento urbano desde 1959.
El 19 de mayo de 2016, la Rada Suprema adoptó la decisión de cambiar el nombre de Krasni Okni a Okni, de conformidad con la ley que prohíbe los nombres de origen comunista.
Okni fue el centro del raión de Okni hasta 2020, año en el que se hizo una reforma administrativa que redujo el número de raiónes del óblast de Odesa a siete, y el asentamiento pasó a ser parte del raión de Podilsk.

## Demografía
La evolución de la población de Okni entre 1989 y 2022 fue la siguiente:
| 5832                                                          | 9344 | 5399 | 5378 | 5307 | 5290 | 5089 |
| (Fuente: Cities & Towns of Ukraine y UKRAINE: Größere Städte) |      |      |      |      |      |      |

Según el censo de 2001, la lengua materna de la mayoría de los habitantes, el 93,12%, es el ucraniano; del 5,31% es el ruso; y del 1,21%, del rumano. En el censo de 1939, el 67% de la población era ucranianos; el 27,3%, judíos; el 2,8%, rusos y el 1,9%, rumanos.

## Infraestructura

### Transporte
Okni está en la autopista M13 que lo conecta con Kropivnitski en el noreste y con la frontera con Moldavia en el suroeste. Más allá de la frontera, la carretera cruza la república no reconocida de Transnistria y, a través de Dubăsari, continúa hasta Chisináu. Otra carretera avanza hacia el sureste a través de Zajarivka y Velika Mijáilivka con conexión a Odesa.

## Personas ilustres
- Izrail Guelfand (1913-2009): matemático soviético considerado como la principal figura de la escuela soviética de las matemáticas.

## Galería

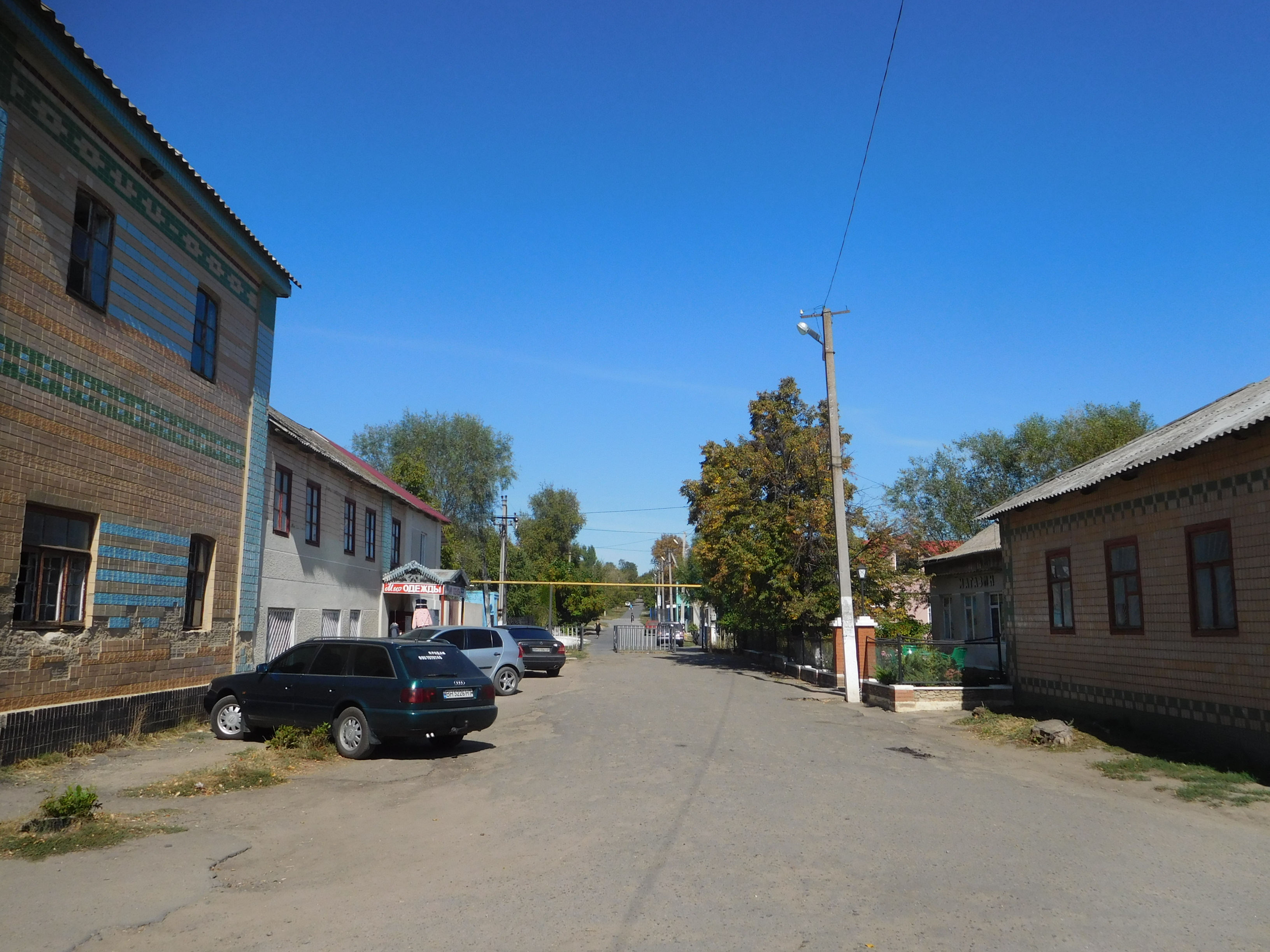
Calle principal de Okni
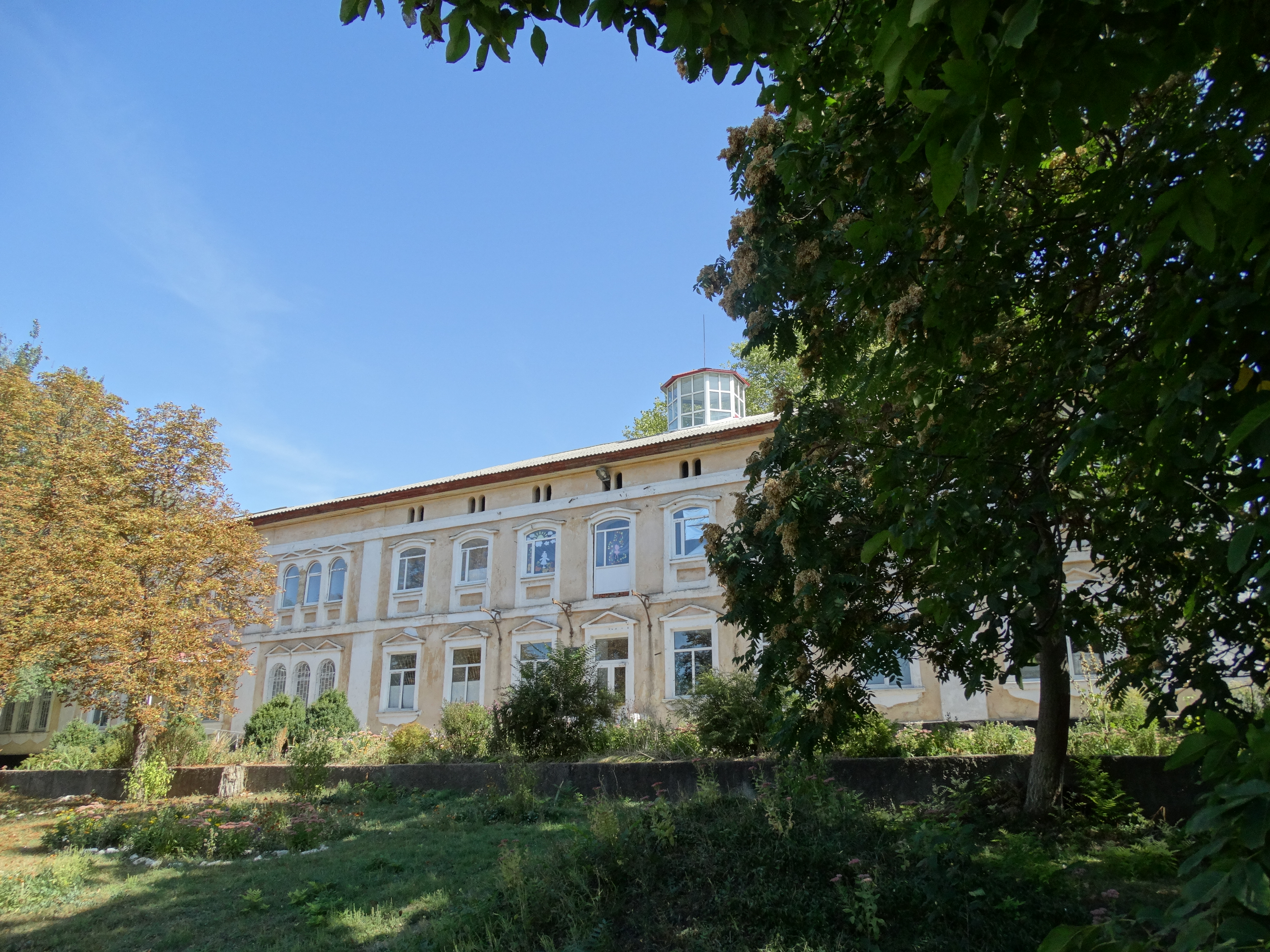
Antigua mansión de los Gagarin
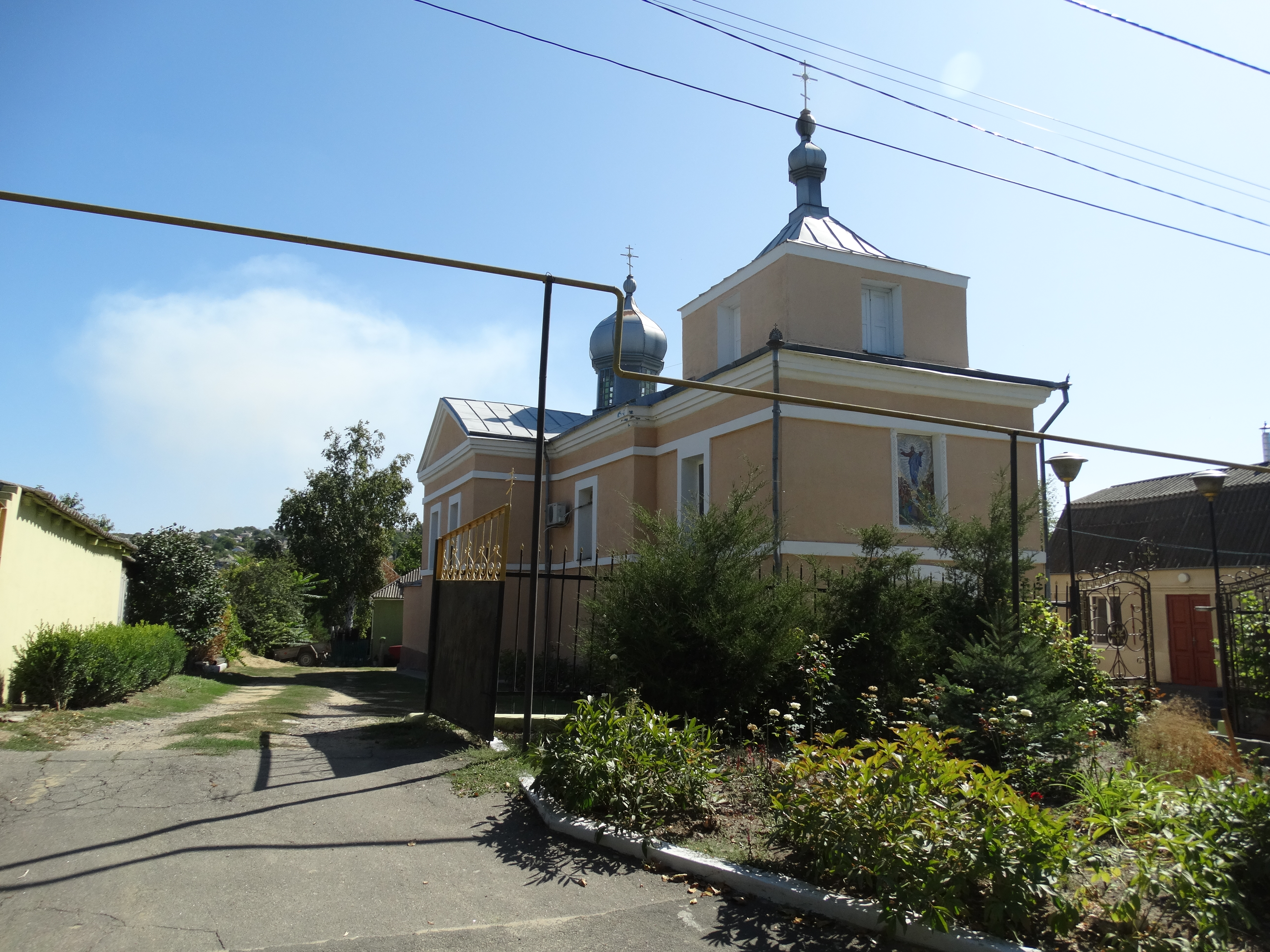
Iglesia de la Ascensión
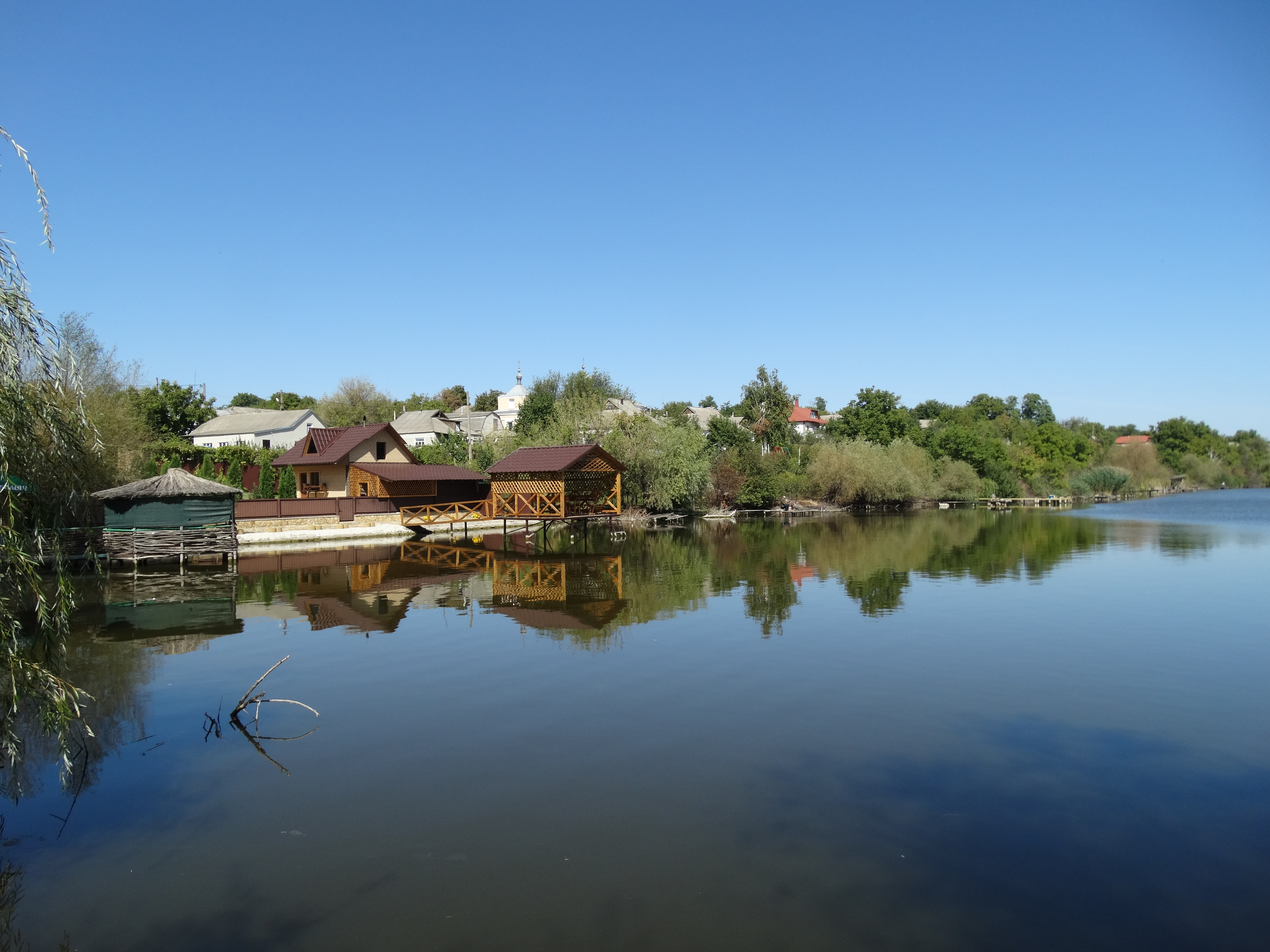
Embalse de Okni